# Oosterend (Texel)
Oosterend (Tessels: Strend) is een dorp in de gemeente Texel in de provincie Noord-Holland. Het dorp telt ca. 1.115 inwoners.
Oosterend is een dorp aan de oostkant van het Nederlandse waddeneiland Texel, ongeveer anderhalve kilometer van het wad gelegen. Kleinere gehuchten en buurtschappen bij Oosterend zijn Oost, Nieuweschild en Zevenhuizen. Onder de Tesselaars zelf wordt het dorp ook wel Jeruzalem genoemd.

## Economie
Visserij is een belangrijke bron van inkomsten voor de inwoners van het dorp. Vroeger had Oosterend een eigen haven, maar deze is in de 19e eeuw verzand. De Oosterender vissers hebben hun schepen tegenwoordig in de haven van Oudeschild liggen. Dit zijn voornamelijk Noordzeevissers. Opmerkelijk is dat in Oosterend meer vissers wonen dan in het havendorp Oudeschild.

## Cultuur
Oosterend heeft een sterk sociaal leven. Er is een voetbalvereniging (SVO), een toneelvereniging, een gymvereniging en een muziekvereniging (CMV Excelsior). De verenigingen organiseren elk jaar in de zomer tweewekelijks de rommelmarkt rond de grote kerk.
Eens in de vijf jaar organiseert het dorp het dorpsfeest 'Oosterend Present' waarbij het hele dorp versierd is aan de hand van een thema en een periode in de geschiedenis. Oosterenders (historisch ook 'Gortbuukers' genoemd) dragen historische kleding uit die periode, er wordt een historisch spel opgevoerd en drie dagen is er veel feest en spektakel dat zich centreert op het veld bij de feesttent.
Bijzonder is de Reformatorische Timotheüsschool, de enige reformatorische privéschool in Nederland. Naast deze school is er de samenwerkingsschool De Vliekotter. Deze is in 2013 ontstaan uit een fusie van PCB de Akker
en openbare basisschool de Jacob Daalder en is ondergebracht bij Stichting Schooltij. De school heeft een Algemeen Bijzonder karakter. Hierin worden beide identiteiten vertegenwoordigd. De naam "De Vliekotter” is een samenvoeging van Vliestraat en Kotterstraat, de straten waar beide scholen eerst aan gevestigd waren.

## Foto's buitengebied

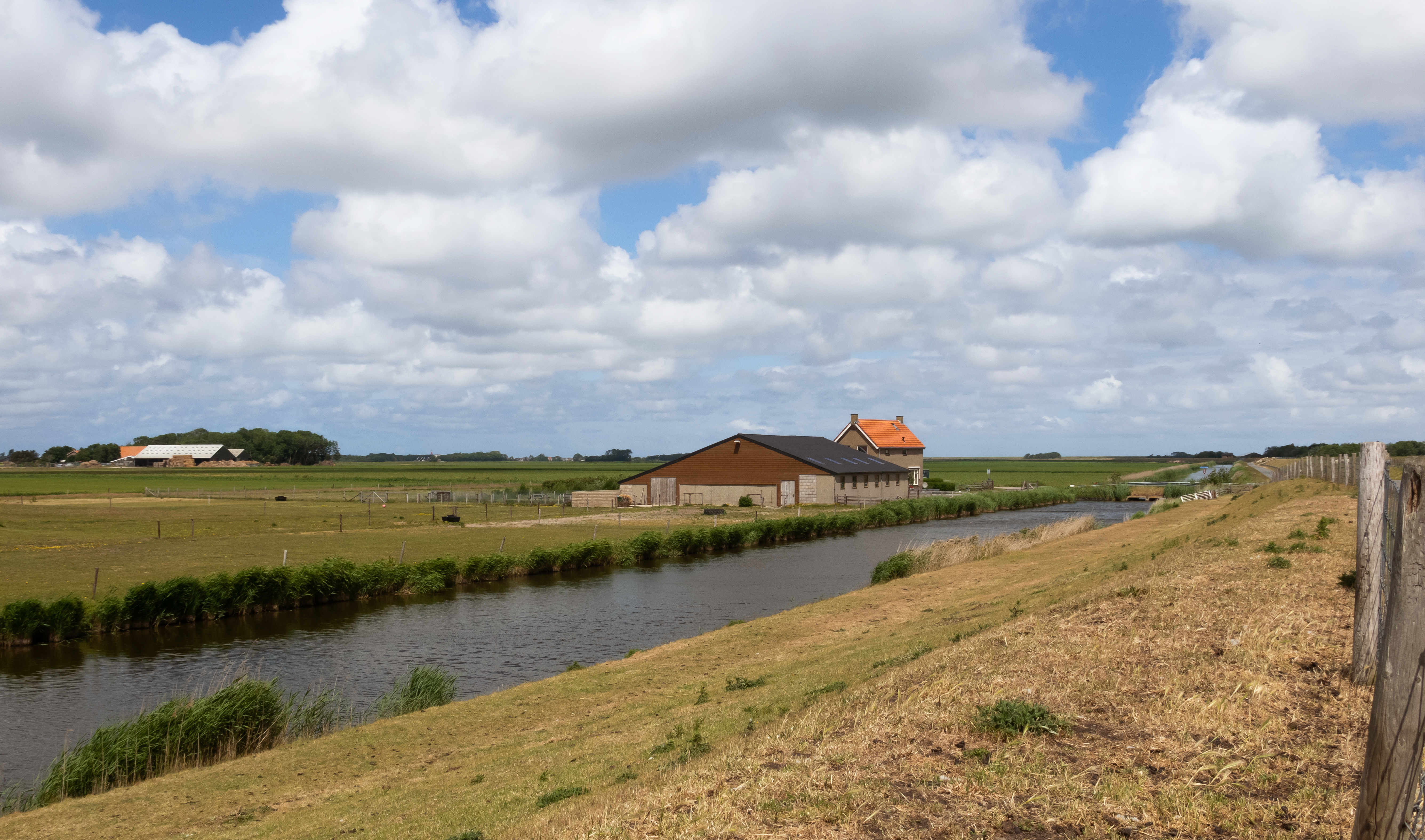
De Overtoom
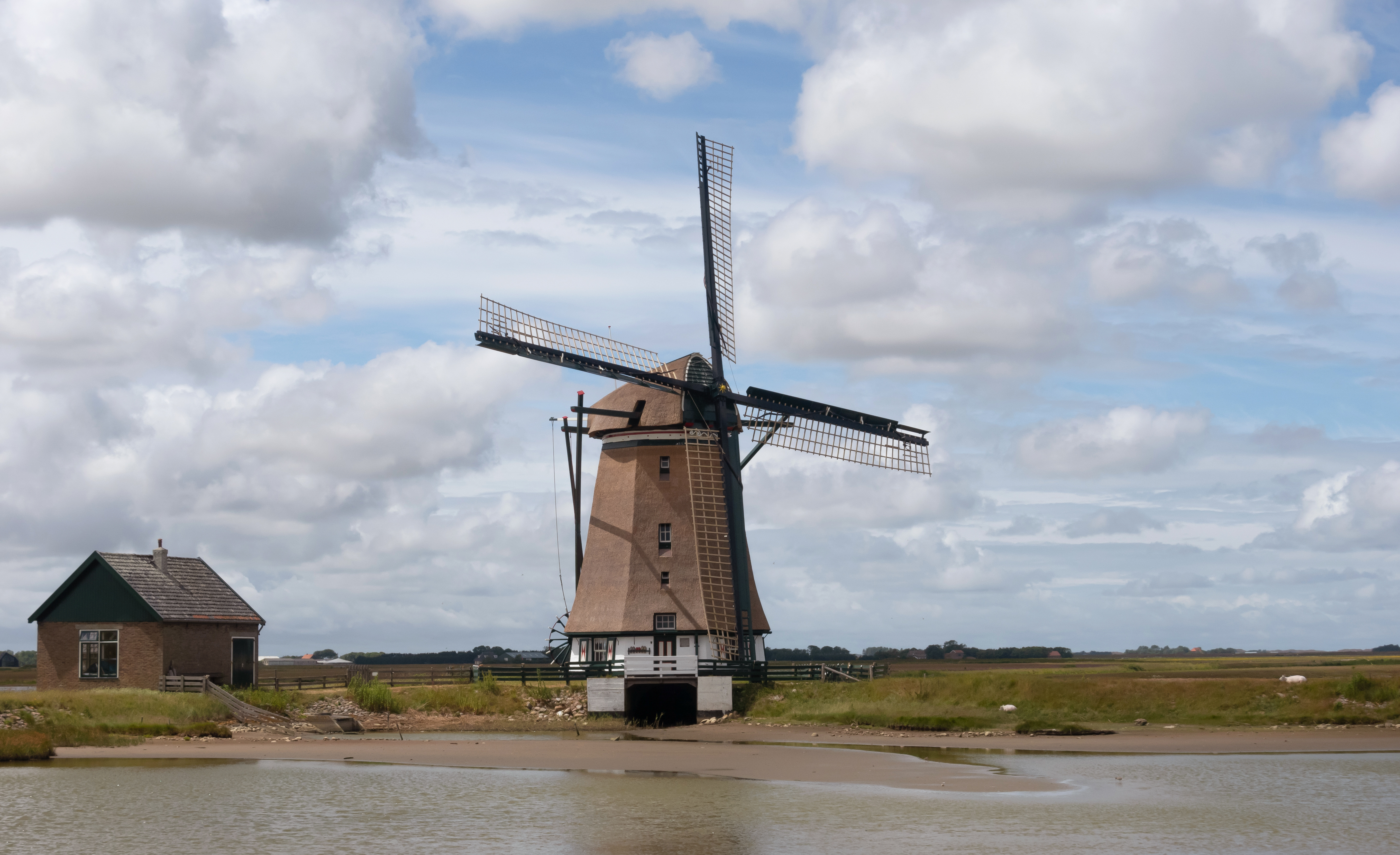
Poldermolen het Noorden
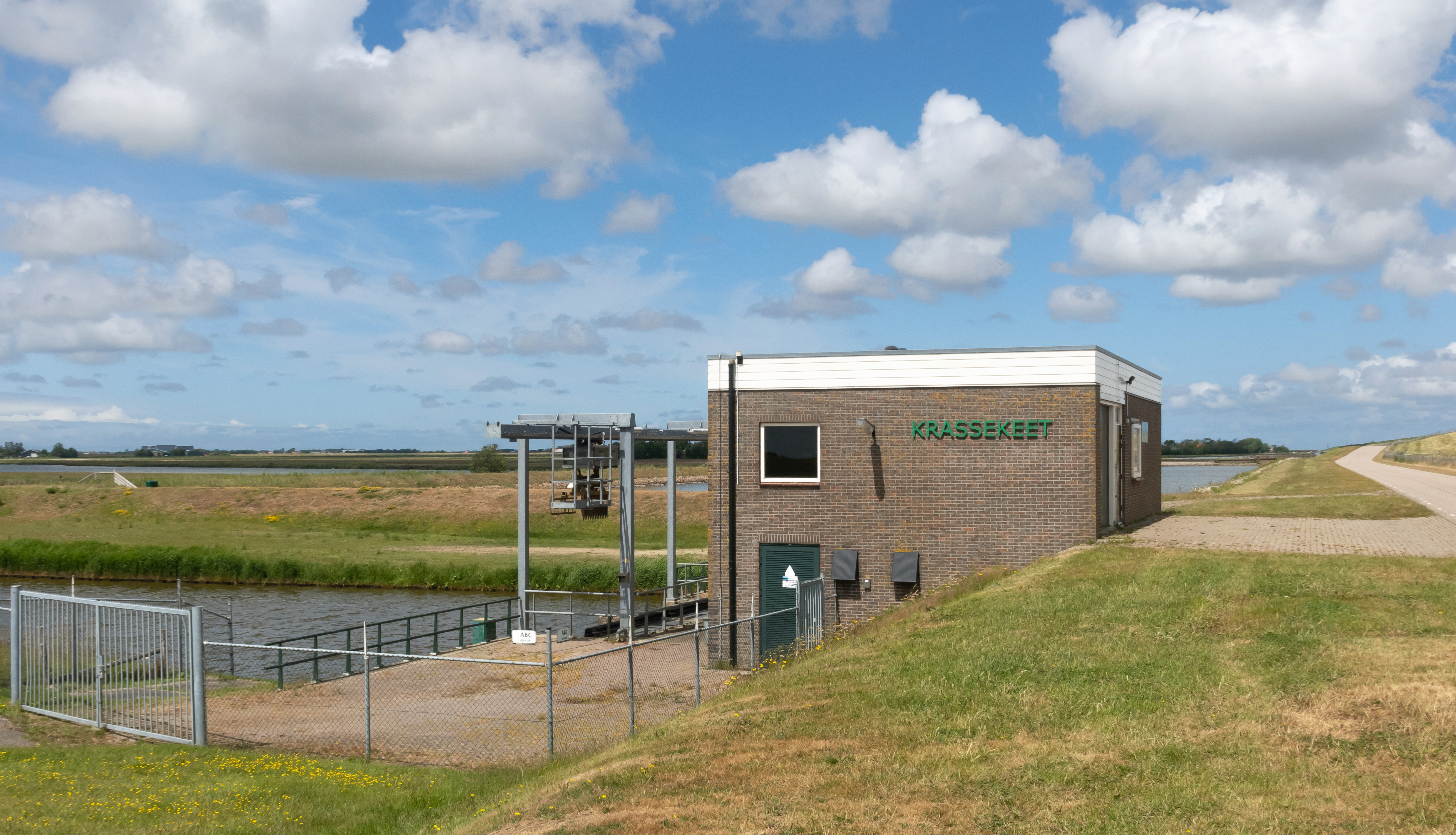
Pompgemaal Krassekeet van de polder Het Noorden
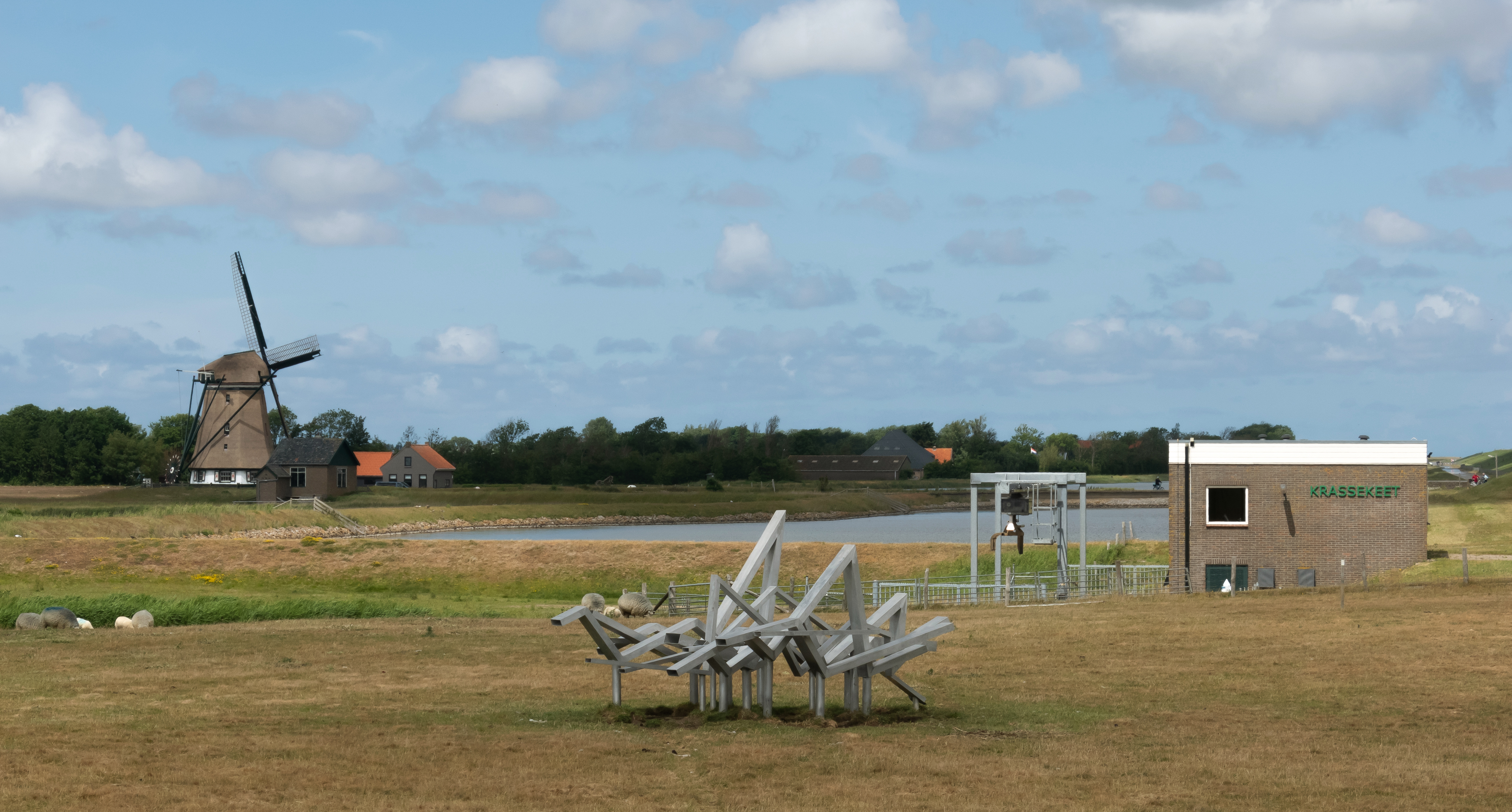
Tijdlijnen in het Landschap

## Religie
De hervormde kerk van Oosterend, die gewijd is aan Sint Martinus, stamt uit de middeleeuwen en karakteriseert het dorp. In het interieur stond vroeger een groot houten beeld van de beschermheilige. Tijdens de Reformatie moest er een gat in de muur gemaakt worden om het beeld naar buiten te krijgen. In dezelfde kerk is ook een houten schot te bezichtigen waarin de scholieren in vroegere tijden hun huismerken uitsneden. Daar zijn zelfs data bij geplaatst uit de 17e eeuw.
Door de aanwezigheid van vele kerken en kerkgenootschappen werd Oosterend vroeger ook wel het Jeruzalem van het Noorden genoemd. Op dit moment telt het dorp nog een hervormde kerk, een kerk van de Gereformeerde Gemeente en de ongebruikte Gereformeerde kerk Peperstraat 7) en rooms-katholieke Sint-Martinuskerk.

## Boeken
De pedagoog D. L. Daalder schreef twee (jeugd)boeken over het dorp. Fijn en grof en Schimmenspel, deels in dialect, uitg. De Boer 1950. Fijn en grof gaat over de strijd en vriendschap tussen jongeren van de fijne gereformeerde en 'grove' hervormde en doopsgezinde dorpelingen.
Nico Dros beschreef de geschiedenis van het protestantisme in Oosterend in zijn boek De sprekende slang, een kleine geschiedenis van laaglands fundamentalisme (historische studie over een kerkscheuring en dorpsdrama ten gevolge van een gereformeerde synode-uitspraak in 1926. Een belangrijke persoon daarin is Jan Buskes, die in de jaren 1924-1926 predikant was van de Gereformeerde Kerk van het dorp.

## Monumenten
Een deel van Oosterend is een beschermd dorpsgezicht. 
Even ten noorden van Oosterend staat de grote poldermolen Het Noorden. Ten westen staat aan de Waddenzee Kaap Oosterend.
Zie ook
- Lijst van rijksmonumenten in Oosterend (Texel)
- Lijst van gemeentelijke monumenten in Oosterend